# 梅田町 (金沢市)
梅田町（うめだまち）は石川県金沢市の町名。郵便番号は920-3111。

## 地理
金沢市北部に位置していて、金沢東部環状道路（金沢外環状道路の一部、通称：山側環状道路）の梅田インターチェンジがあり、石川県道215号森本津幡線と接続している。

## 歴史
- 1889年（明治22年）4月1日 - 町村制施行により森本村の字となる。
- 1954年（昭和29年）6月1日 - 森本町発足により森本町の字となる。
- 1962年（昭和37年）6月1日 - 金沢市編入により金沢市の町名となる。

## 世帯数と人口
2018年（平成30年）4月1日現在の世帯数と人口は以下の通りである。
| 町丁   | 世帯数 | 人口  |
| ------ | ------ | ----- |
| 梅田町 | 45世帯 | 117人 |

## 小・中学校の学区
市立小・中学校に通う場合、学区は以下の通りとなる。
| 番・番地等 | 小学校             | 中学校             |
| ---------- | ------------------ | ------------------ |
| 全域       | 金沢市立森本小学校 | 金沢市立森本中学校 |

## 企業・施設
- 日本キャタピラー中日本支社 石川支店、石川事業所
- キャタピラー教習所北陸教習センター